# 狼不會入眠
《狼不會入眠》是支援BIS所著的奇幻作品、田ヶ喜一擔任輕小說插畫，2019年漫畫化、由同樣繪畫《横滨车站SF》的新川権兵衛繪畫並連載於《Young Ace Up》。

## 劇情
《狼不會入眠》講述冒險者雷肯和其同伴在迷宮中發現一個黑洞並跳了進去。傳言這個黑洞每隔數十年會隨機出現在無數迷宮中的某個地方，進入其中並生還的人會獲得巨大的財富或超凡的能力。為追求強大的雷坎毫不畏懼地跳入未知的黑洞，在另一個世界中開始戰鬥。

## 登場人物

### 主要人物
雷肯
本作主角。外號「獨眼狼」。在原世界曾闖過各種迷宮的戰鬥專家。持有能夠看破偽裝與隱蔽等的魔眼「立體知覺」和收納一切物件的技能。
艾達
自稱銀級的冒險者，但實際上其使用的是其已過世父親的註冊證明。擁有魔力而被雷肯建議學習魔法。
希拉
雷肯在異世界遇見的藥師並拜其為師。擁有龐大魔力導致雷肯不敢主動接近的人，外號「滅國魔女」。

## 出版書籍

### 輕小說
| 卷數 | KADOKAWA      | KADOKAWA               |
| 卷數 | 發售日期      | ISBN                   |
| ---- | ------------- | ---------------------- |
| 1    | 2019年1月18日 | ISBN 978-4-047-35480-7 |
| 2    | 2019年8月5日  | ISBN 978-4-047-35666-5 |
| 3    | 2020年2月4日  | ISBN 978-4-047-35880-5 |
| 4    | 2020年9月4日  | ISBN 978-4-047-36237-6 |

### 漫畫
| 卷數 | KADOKAWA       | KADOKAWA               | 青文出版社    | 青文出版社             |
| 卷數 | 發售日期       | ISBN                   | 發售日期      | ISBN                   |
| ---- | -------------- | ---------------------- | ------------- | ---------------------- |
| 1    | 2019年8月3日   | ISBN 978-4-041-08494-6 | 2020年9月17日 | ISBN 978-9-865-12504-2 |
| 2    | 2020年2月4日   | ISBN 978-4-041-09231-6 | 2022年7月11日 | ISBN 978-6-263-03542-3 |
| 3    | 2020年10月10日 | ISBN 978-4-041-10866-6 |               |                        |

## 外部連結
- 成為小說家吧（日語）
- Young Ace Up（日語）
- Comic Walker（日語）